# Klövsjö
Klövsjö is een plaats binnen de gemeente Berg in het landschap Jämtland en de provincie Jämtlands län in Zweden.
Het dorp heeft 312 inwoners (2005) en een oppervlakte van 223 hectare. Tijdens de winter ligt het inwoneraantal door het toerisme een stuk hoger, rondom Klövsjö is een wintersportgebied gelegen. Samen met Vemdalen in het landschap Härjedalen baat het het Vemdalsskalet (skihelling) en omgeving uit. Vanuit het dorp is er een mooi uitzicht over het meer Klövsjön, waar het aan ligt. Klövsjö ligt in geaccidenteerd terrein; veel hoogteverschillen. Naast wintersport probeert men de laatste jaren ook de zomersporten te promoten.

## Verkeer en vervoer
Bij de plaats loopt de Länsväg 316.

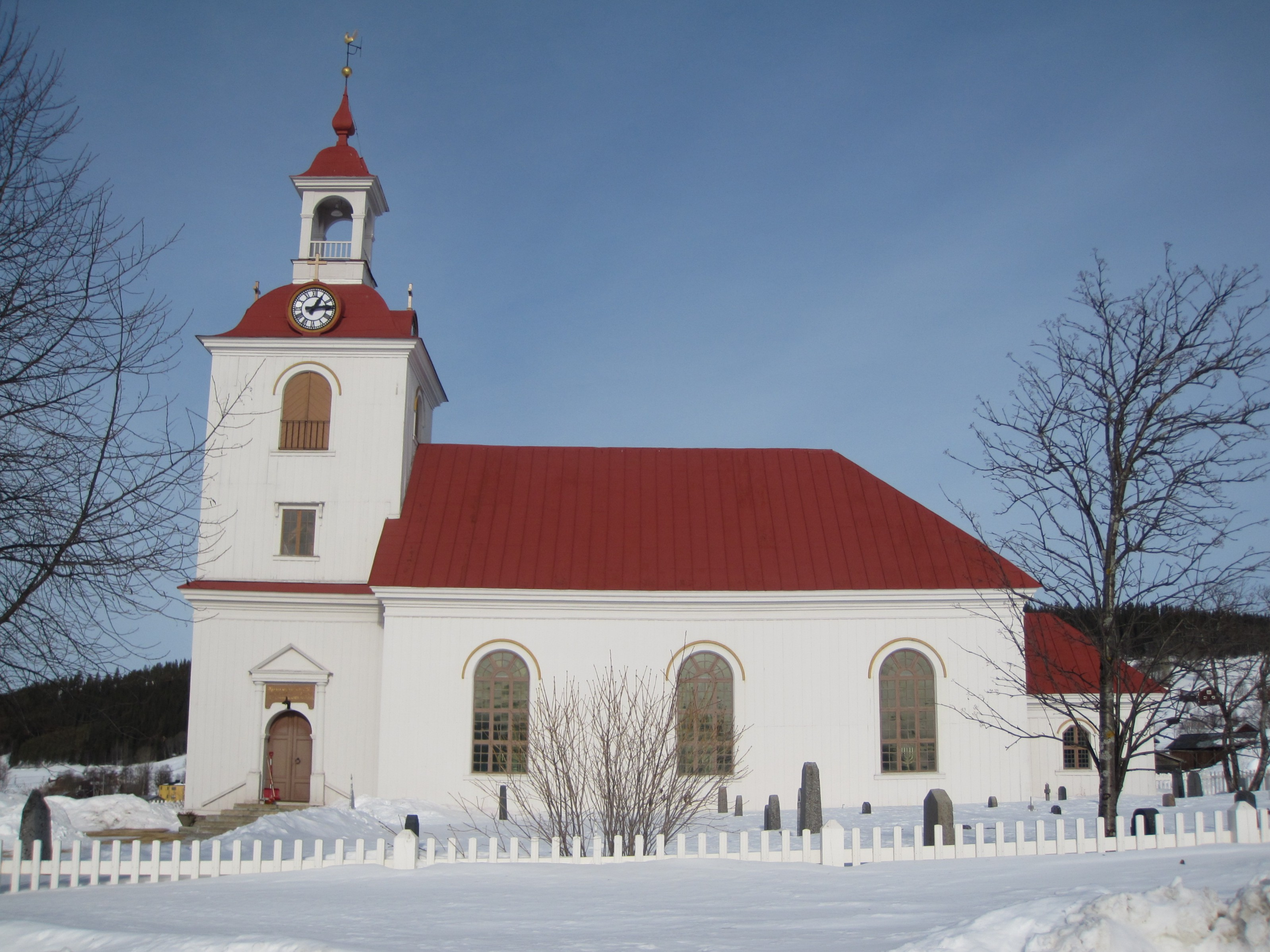
Kerk van Klövsjö
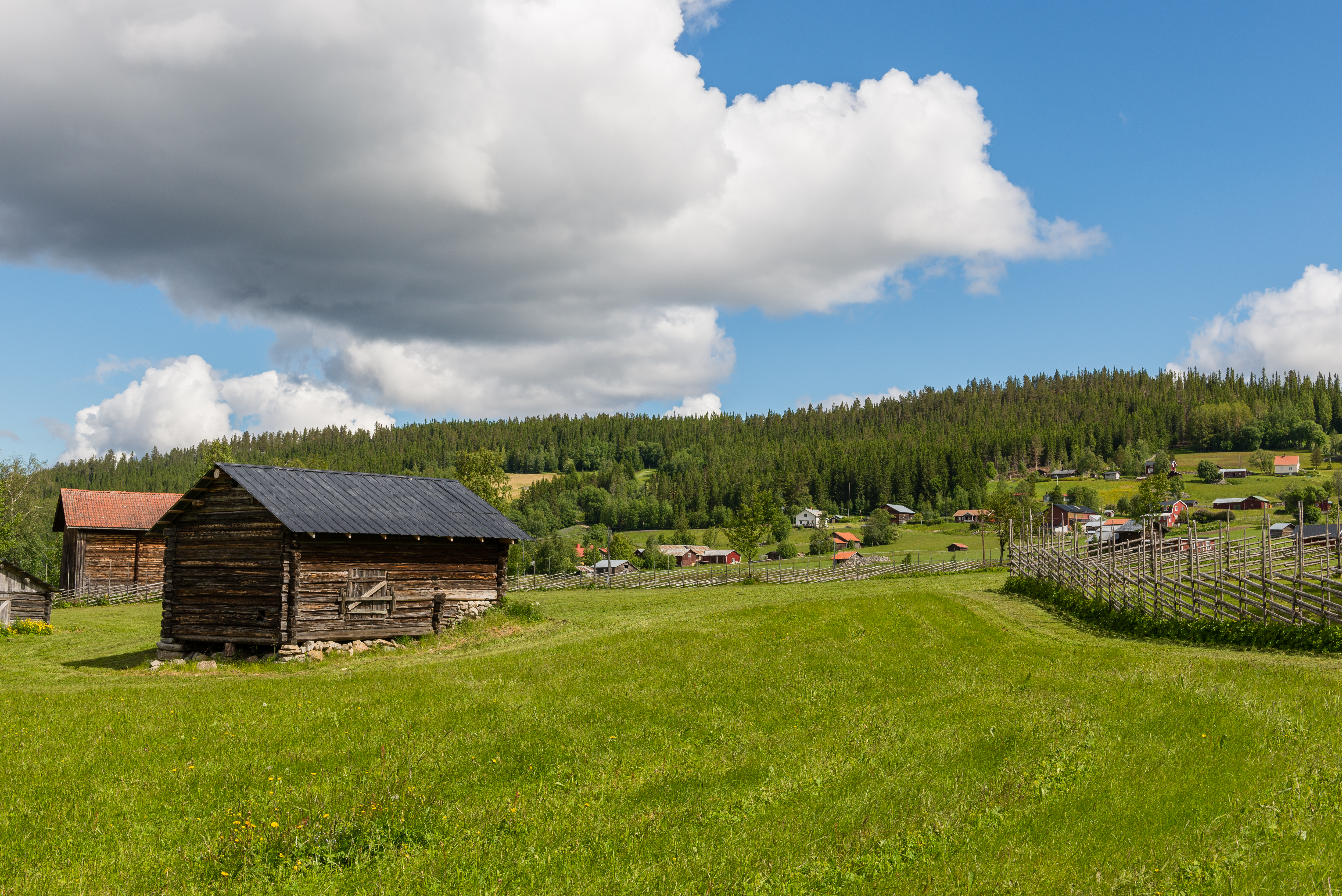
Klövsjö